# Балтійський федеральний університет імені Іммануїла Канта
Балтійський федеральний університет імені Іммануїла Канта (рос. Балтийский федеральный университет имени Иммануила Канта) — класичний заклад вищої освіти та науково-дослідницький центр в російському Калінінграді, заснований у 1947 році.
Член Асоціації класичних університетів Росії.

## Історія
Попередником сучасного Балтійського федерального університету імені Іммануїла Канта є Кенігсберзький університет (1544-1945), один з найстаріших вузів Східної Пруссії і всієї Європи, історія якого налічує більше чотирьохсот років.
21 липня 1947 року Рада Міністрів СРСР прийняла Постанову № 2601 «Про заходи допомоги міському господарству Калінінградській області» — облвиконкому дозволялося організувати педагогічний інститут в Калінінграді. Того ж року створений Калінінградський державний педагогічний інститут, який з 1948 року розпочав діяльність.
Спочатку в інституті працювали три факультети: історичний, літературний і фізико-математичний. Пізніше історичний і літературний факультети були об'єднані в історико-філологічний факультет, були відкриті факультет педагогіки і методики початкового навчання та факультет природничих наук.
У 1956 році інститут перейшов до підготовки фахівців широкого профілю, що передбачав п'ятирічний термін навчання. Однак, в 1963 році заклад повернувся до вузькопрофесійного підготовці вчителів з чотирирічним терміном навчання.
16 липня 1966 року Постановою Ради Міністрів СРСР № 923 Калінінградський державний педагогічний інститут перетворено в Калінінградський державний університет.
У 1969 році в Калінінграді була проведена «Літня геометрична школа» — перший великий форум країни, організований Калінінградським державним університетом.
У 1971 році на базі факультету природничих наук були створені географічний і хіміко-біологічний факультети.
23 травня 2005 року розпорядженням № 630-р Уряду РФ Калінінградський державний університет перейменовано в Російський державний університет імені Іммануїла Канта.
Починаючи з 2006 року на базі університету щорічно проводиться Балтійський освітній форум, в ході якого ректори провідних російських і європейських університетів обмінюються накопиченим досвідом з метою підвищення якості освіти.
13 жовтня 2010 року Президент Росії Дмитро Медведєв своїм указом № 1255 доручив Уряду Російської Федерації у тримісячний термін створити в Північно-Західному федеральному окрузі Балтійський федеральний університет імені Іммануїла Канта на базі федерального державного освітнього закладу вищої професійної освіти «Російський державний університет імені Іммануїла Канта», у шестимісячний термін схвалити програму його розвитку і здійснити його державну підтримку.
30 грудня 2010 року постановою Уряду РФ № 2483-р на базі Російського державного університету імені Іммануїла Канта створений Балтійський федеральний університет імені Іммануїла Канта.

## Інститути
До складу Балтійського федерального університету імені Іммануїла Канта входить 10 інститутів:
- Інститут живих систем[17]
- Інститут гуманітарних наук
- Інститут фізико-математичних наук та інформаційних технологій
- Інженерно-технічний інститут
- Юридичний інститут
- Медичний інститут
- Інститут природокористування, територіального розвитку та містобудування
- Інститут рекреації, туризму та фізичної культури
- Інститут економіки та менеджменту
- Інститут освіти.

Черняховська філія Балтійського федерального університету імені Іммануїла Канта (повне найменування — Черняховська філія федерального державного автономного освітнього закладу вищої професійної освіти «Балтійський федеральний університет імені Іммануїла Канта») — заснована у 2001 році в Черняховську Калінінградської області.